# 洪祖烈
洪祖烈（？—1646年），字定遠，蘇州府吳江縣人，明朝、南明軍事人物。

## 生平
洪祖烈是萬曆四十四年（1616年）的武進士，自金山把總遷任汀州守備。天啟二年（1622年），安邦彥在貴州作亂，他前往貴州支援，攻下金刀坑、平塘卧墌、樂壩、石骨等三十多個山寨，又入畢節寨，追到七山箐，直搗敵軍巢穴。巡撫王三善命令他赴省報捷，而總督楊述中則命令他保護糧餉，因功陞為副總兵。不久洪祖烈調任澂江，留鎮偏橋，其時墨腳苗族人焚燒劫掠糧船，他以二百人擊敗千多名苗民，苗民再帶來三千人生力軍；他就據守險要，令苗民始終不敢進犯。總督和巡撫互相推薦他，而兵部尚書崔呈秀知道他和周順昌、文震孟交往，於是不接納他。
崇禎初年北京戒嚴，洪祖烈守衛西直門，當時宦官專權，將領都爭相屈服他們，而洪祖烈彈劾自己去求，不得准許；調任神樞營參將，改守黎靖。有嫉妒他的人用考功法中傷他，被迫降調。很快南京兵部尚書李邦華推薦他，起用為龍江水師遊擊，累功進官副總兵、後軍右都督。弘光帝即位，他多次上書進諫，唯沒有回音；又和馬士英、阮大鋮不合而歸鄉。南京被清攻下，錢棅在嘉善起兵，邀請他主事；錢棅被殺，洪祖烈走入福建，和鄭為虹、黃大鵬守仙霞嶺。隆武二年（1646年）八月，清兵攻至，他力戰被擒，送去面見博洛，他卻依然屹立不動。博洛感嘆他的行為，打算招降他，他說：「背棄國家是為不忠，侮辱祖先是為不孝。不忠不孝，怎能繼續生存！」次日再見他，他向輸餉說：「有糧餉就可以繼續戰鬥，怎會到這個地步！」咬舌噴血大罵，奪刀自殺。兒子洪明禎是高才生，削髮為僧終老。

## 引用
1. 1 2  錢海岳《南明史·卷四十九·列傳第二十五》：洪祖烈，字定遠，吳江人。萬曆四十四年武進士。自金山把總遷汀州守備。天啟二年，易安邦彥反貴州赴援，至則克金刀坑，平塘卧墌及樂壩、石骨三十餘寨，下畢節寨，追入七山箐，直搗大方賊巢。巡撫王三善命赴省報捷，總督楊述中命護餉，仍進大方。往來數百里，兵不過千人，出入，賊不敢挫其鋒，以功陞副總兵。尋調兵澂江，留鎮偏橋。會墨腳苗焚劫糧舟，以二百人敗苗千餘，苗復以生力三千人來，祖烈扼險以待，終不敢犯。督撫交薦，兵部尚書崔呈秀知祖烈從周順昌、文震孟遊，格不行。
2. ↑  錢海岳《南明史·卷四十九·列傳第二十五》：崇禎初，京師戒嚴，守西直門，時中貴肆橫，諸將爭屈膝，祖烈投劾求去，不許。調神樞營參將，改守黎靖。忌者中以考功法，降調歸。已以南京兵部尚書李邦華薦，起龍江水師遊擊，累進副總兵、後軍右都督。安宗立，屢上書言事，不報。與馬、阮不合歸。南京亡，錢棅起兵嘉善，延主其事。棅死入閩，同鄭為虹、黃大鵬守仙霞嶺。
3. ↑  錢海岳《南明史·卷四十九·列傳第二十五》：隆武二年八月，清兵至，力屈被執，擁見博雒，屹立不動。博雒壯欲降之，祖烈曰：「負國不忠，辱先不孝。不忠不孝，何以生為！」明日復見，命輸餉曰：「有餉則能戰，何至此！」嚼舌噴血大罵，奮起奪刀，刺胸死。子明禎，高才生。削髮入山終。